# Mentalbeskrivning

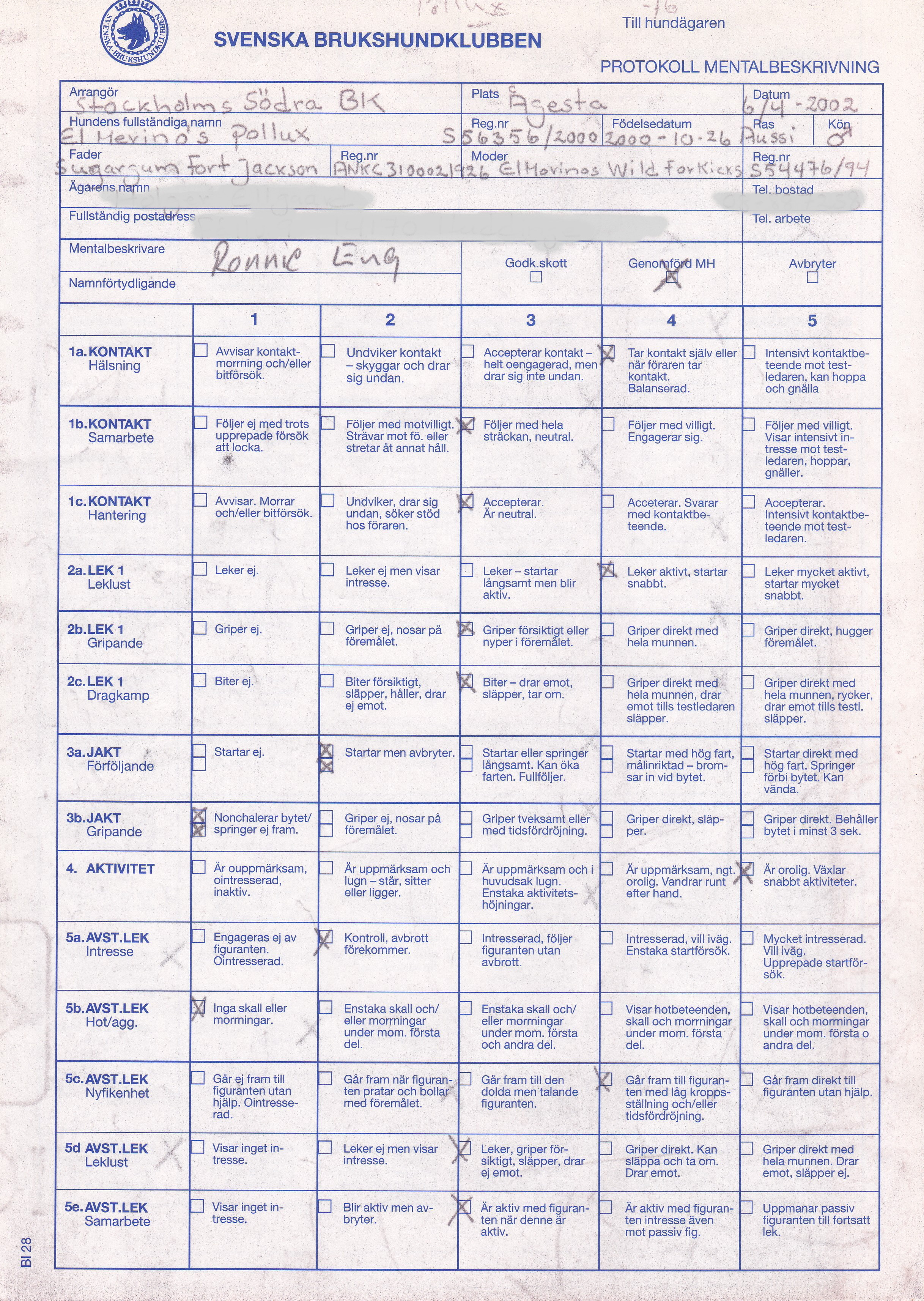
Exempel på ett protokoll (sida 1 av 2).

Mentalbeskrivning Hund (MH) är ett sätt att beskriva en hunds beteende och mentala status. MH är inget test och hunden blir inte godkänd eller underkänd. 

## MH
Mentalbeskrivningarna anordnas av Svenska Brukshundklubben (SBK) och deras anslutna rasklubbar och är öppna för alla hundar som är registrerade av Svenska Kennelklubben (SKK), oavsett ras. Mentalbeskrivningen ersatte 2002 det tidigare karaktärsprovet. Mentalbeskrivning är dock inget prov som ger godkänt eller underkänt. Resultatet ger en bild av hur en enskild hunds mentalitet skiljer sig från genomsnittet för brukshundsraserna. Resultatet antecknas i hundens stamtavla och registreras i SKK:s databas Hunddata. Resultaten sammanställs även rasvis, se MH-data under "externa länkar" nedan. 
Resultaten i en hunds mentalbeskrivning är viktiga för uppfödaren som vill avla fram en hund med ett visst beteende. För hundägaren ger MH information om lämplig träning för hunden, och för samhället innebär MH en kvalitetssäkring. 
För att få delta måste hunden vara minst 12 månader gammal. Hundar som skall delta i bruksprov eller SBK:s tjänstehundsprov måste ha genomfört mentalbeskrivning om de är äldre än 18 månader.
Vad som bedöms i ett särskilt protokoll är hundens beteende ifråga om kontakttagande, lekfullhet, jaktlust, nyfikenhet, aktivitet, rädsla, hot, överraskningar, ljudkänslighet och slutligen skott. Mentalbeskrivning omfattar ett 30-tal olika moment, där varje moment bedöms av beskrivaren på en skala mellan 1 och 5, varvid värde 1 avser bland annat "inget intresse", "ouppmärksam" eller "ingen aktivitet" och värde 5 avser exempelvis  "överdrivet kontakttagande", "fler hotbeteenden" eller "stor rädsla". En hel genomgång dröjer ungefär 30 minuter.

## Video
|  |  |  |

## Korning
Korning är ett mer omfattande prov enbart för brukshundsraserna, där en hund blir godkänd eller underkänd i två moment: mentaltest och exteriörbeskrivning.

## Liknande tester
Liknande tester är de lämplighetstest, inträdesprov / disponibilitetskontroller respektive tillgänglighetsprov / behörighetsprov som ordnas för skyddshundar och andra polishundar; räddningshundar respektive deltagare i internationella prövningsordningen.